# Dirección General de Aviación Civil (Costa Rica)
La Dirección General de Aviación Civil (DGAC) es una agencia del gobierno de Costa Rica. DGAC es la autoridad de aviación civil de Costa Rica. Tiene su sede en San José.
La DGAC investiga accidentes aeronáuticos.

## Enlaces externios
- Dirección General de Aviación Civil

- Datos: Q5124438